# Serrata parvistriata
Serrata parvistriata är en snäckart som först beskrevs av Suter 1908.  Serrata parvistriata ingår i släktet Serrata och familjen Marginellidae. Inga underarter finns listade i Catalogue of Life.